# Цимолиазавры
Цимолиазавры или кимолиазавры (лат. Cimoliasauridae) — загадочное семейство меловых плезиозавров. Известны по крайне фрагментарным остаткам из меловых отложений преимущественно Южного полушария. Считается, что по длине шеи были промежуточны между плезиозаврами и плиозаврами. Современный диагноз группы включает наличие большого числа мелких игловидных зубов, а также присутствие позвонков особой формы (шейные позвонки «бинокулярной» формы, сплюснутые сверху вниз и со сжатием посередине). Собственно говоря, в основном по позвонкам группа и известна. В настоящее время к цимолиазаврам относят следующих представителей:
- Киммерозавр (Kimmerosaurus langhami) — возможная предковая форма из поздней юры (киммеридж) Англии. Традиционно считался родственником криптоклида. Череп относительно низкий, широкий, лёгкий, 22 см длиной, многочисленные мелкие зубы. Не исключено, что киммерозавр — синоним криптоклейдида Colymbosaurus trochanterius, известного по безголовому скелету из этих же отложений.
- Цимолиазавр (Cimoliasaurus) — типовой род, описанный Дж. Лейди из позднего мела Нью-Джерси по серии из 13 шейных позвонков в 1851 году. Никаких фрагментов черепа не было найдено. Возможные зубы этого рода — длинные, тонкие. Позвонки по пропорциям промежуточны между позвонками эласмозавров и плиозавров. К данному роду относили множество плезиозавров из юры и мела всего мира, но в настоящее время валидным, вероятно, остается лишь один вид — Cimoliasaurus magnus, описанный Лейди. Длина животного могла достигать 8 метров. Целые фрагменты позвоночного столба и ласт известны для мелкого (4 метра длиной) С. maccoyi из альба Австралии.
- Сканизавр (Scanisaurus) — известен по фрагментам позвонков и черепа из позднего мела (сантон) Швеции и из позднего мела Чкаловской области. Описан в 1911 году Боголюбовым как Cimoliasaurus nazarowi, в особый род выделен Перссоном в 1959 году.

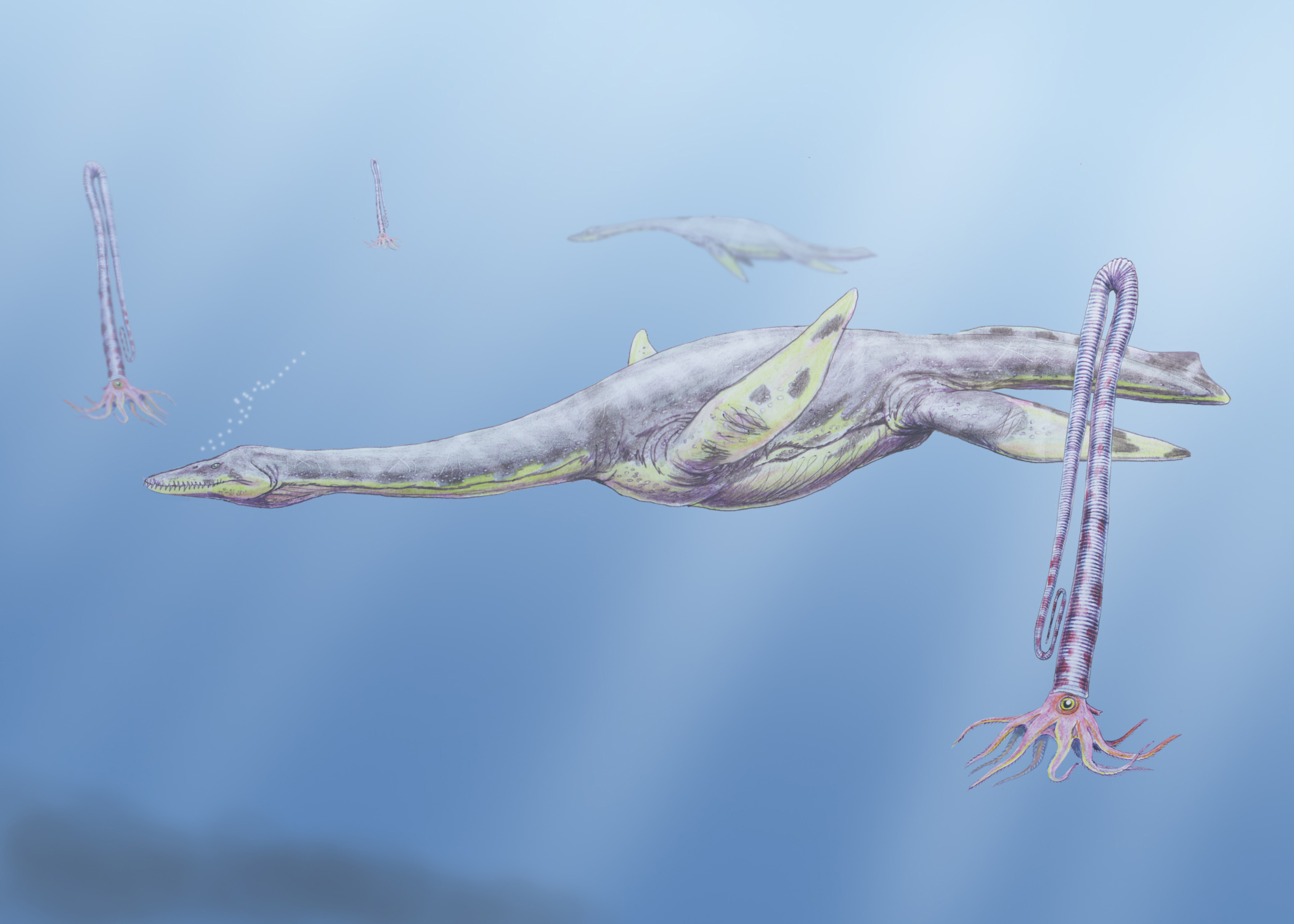
Aristonectes parvidens и гигантские аммониты Diplomoceras

- Аристонект (Aristonectes parvidens) — описан Х. Кабрерой в 1941 году из маастрихта Аргентины (Чубут в Патагонии). Это первый из описанных аргентинских плезиозавров. Известен разрушенный череп, позвонки и кости левого переднего ласта. Череп низкий, широкий, с огромным количеством (45 пар на верхней челюсти и 58 на нижней) ячеек мелких зубов. Длина черепа около 73 см. Длина шеи около 2 метров, около 30 шейных позвонков, общая длина доходила до 7—8 метров.
- Мортурнерия (Morturneria seymourensis) — мелкий плезиозавр, описанный в 1994 году из маастрихта острова Сеймур (Антарктика). По строению черепа и позвонков сходен с аристонектом, может быть молодой особью последнего (длина черепа мортурнерии 40 см).
- Kaiwhekea katiki или «плезиозавр из Шаг Пойнт» — удивительный плезиозавр, почти полный скелет которого был описан в 2002 году из позднего мела (маастрихт) формации Катики на Южном острове Новой Зеландии. Череп длиной 62 см, очень высокий, с короткой мордой. Глаза очень крупные, направлены вперёд. Зубы мелкие, пересекающиеся при закрытой пасти, многочисленные (43 пары на верхней челюсти, 42 на нижней). Шея длинная — 43 позвонка, но малоподвижная. Грудных позвонков 3, туловищных 19—20, крестцовых 3—4, хвостовых 25—30. Общая длина свыше 6 м. По-видимому, охотился на глубине, ориентируясь по зрению.

Мелкие зубы всех цимолиазавров предполагают питание мелкой добычей (головоногие, ракообразные). Название Kaiwhekea на языке маори означает «пожиратель осьминогов». Сходный образ жизни ведет современный тюлень-крабоед. Зубы служили своеобразной «ловушкой» для мелких жертв. Аристонект, мортурнерия и Kaiwhekea обитали в достаточно холодных полярных морях. Предками цимолиозавров могли быть криптоклиды, обладавшие сходным строением зубной системы. Возможно, большинство находок плезиозавров из мела Южного полушария может принадлежать к этой группе.